# توربال

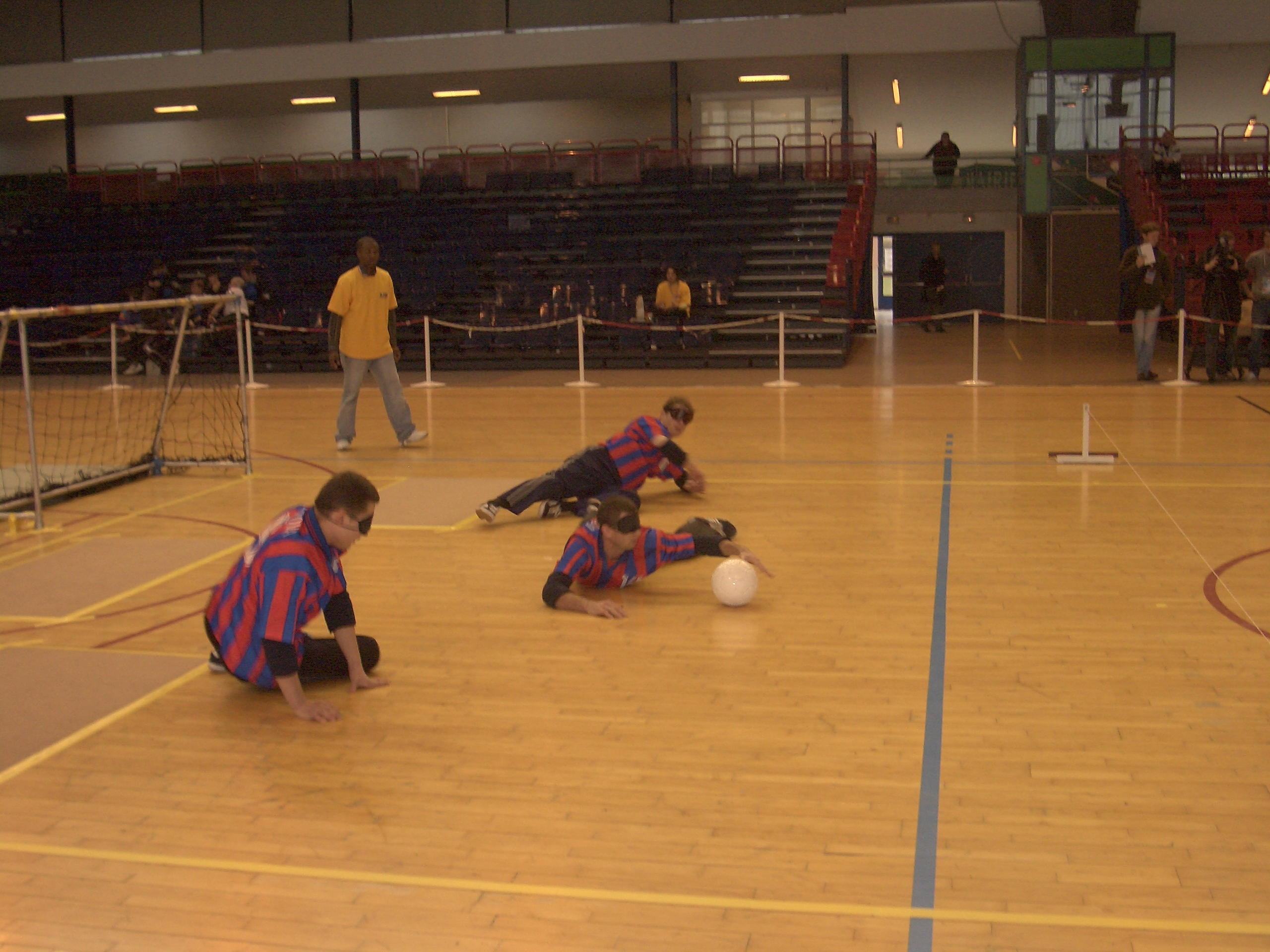
یک بازی توربال در پاریس (سال ۲۰۰۷)

توربال (به انگلیسی: Torball) ورزشی از دسته ورزش‌های هندبالیست که مخصوص اشخاص نابینا یا کم‌بینا می‌باشد. این ورزش در دهه 1970 در اروپای مرکزی توسعه یافت. قوانین این ورزش را می‌توان مشابه قوانین ورزش گلبال دانست. در هر بازی دو تیم (که هرکدام دارای سه بازیکن هستند) مقابل هم قرار می‌گیرند. ابعاد توپ توربال برابر با ابعاد توپ فوتبال و اندازه عرض دروازه‌ها در این ورزش حدوداً ۷ متر است. 